# Stary Wołów (gromada)
Stary Wołów – dawna gromada, czyli najmniejsza jednostka podziału terytorialnego Polskiej Rzeczypospolitej Ludowej w latach 1954–1972.
Gromady, z gromadzkimi radami narodowymi (GRN) jako organami władzy najniższego stopnia na wsi, funkcjonowały od reformy reorganizującej administrację wiejską przeprowadzonej jesienią 1954 do momentu ich zniesienia z dniem 1 stycznia 1973, tym samym wypierając organizację gminną w latach 1954–1972.
Gromadę Stary Wołów z siedzibą GRN w Starym Wołowie utworzono – jako jedną z 8759 gromad na obszarze Polski – w powiecie wołowskim w woj. wrocławskim, na mocy uchwały nr 31/54 WRN we Wrocławiu z dnia 2 października 1954. W skład jednostki weszły obszary dotychczasowych gromad Stary Wołów, Golina i Wrzosy, ponadto przysiółek Wróblewo z dotychczasowej gromady Pełczyn oraz przysiółek Miłcz z dotychczasowej gromady Garwół – ze zniesionej gminy Wołów w tymże powiecie. Dla gromady ustalono 12 członków gromadzkiej rady narodowej.
1 stycznia 1960 do gromady Stary Wołów włączono wsie Domanice i Moczydlnica Dworska ze zniesionej gromady Moczydlnica Klasztorna w tymże powiecie.
31 grudnia 1961 gromadę zniesiono, a jej obszar włączono do gromad: Wołów (wsie Moczydlnica Dworska, Kłoptówka, Bożeń, Golina, Stary Wołów, Kretowice i Wrzosy) i Wińsko (wieś Domanice) oraz do znoszonej gromady Stęszów (wsie Wróblewo i Miłcz) w tymże powiecie.